# Cardicola congruenta
Cardicola congruenta är en plattmaskart. Cardicola congruenta ingår i släktet Cardicola och familjen Sanguinicolidae. Inga underarter finns listade i Catalogue of Life.